# Araneus pfeifferae
Araneus pfeifferae là một loài nhện trong họ Araneidae.
Loài này thuộc chi Araneus. Araneus pfeifferae được Tord Tamerlan Teodor Thorell miêu tả năm 1877.